# Convent de Sant Josep (Borriana)
El Convent de Sant Josep, dels Carmelites descalços, també conegut com a Església del Convent de Carmelites, és un lloc de culte catòlic situat a Borriana, Plana Baixa, catalogat com Bé de Rellevància Local segons la Disposició Addicional Cinquena de la Llei 5/2007, de 9 de febrer, de la Generalitat, de modificació de la Llei 4/1998, d'11 de juny, del Patrimoni Cultural Valencià (DOCV Núm. 5.449 / 13/02/2007), amb codi 12.06.032-005.
Situat al carrer de Sant Joan de la Creu, 2, de Borriana, data de finals del segle xix i primeres dècades del segle xx.

## Història
El convent dels Carmelites de Borriana es va fundar després de la restauració de l'ordre (1895), l'any 1896 i poc temps després, un any tan sols, s'inicia la construcció de l'església conventual.
En un primer moment es va constituir com a col·legi de l'Ordre, activitat que s'ha mantingut fins a l'actualitat.
Quan l'ordre va deixar de ser de clausura, i al no poder recuperar la casa que tenien anteriorment a Nules, es va decidir obrir un nou convent en 1896, el qual, de manera provisional, es va instal·lar en una casa del carrer de Sant Agustí. El primer prior de la nova comunitat va ser el Pare Modest del Sagrat Cor de Jesús. Molt ràpid, el 26 d'abril d'aquest mateix any, es va posar la primera pedra del nou convent en un solar que havia estat regalat als frares. La construcció del convent va durar uns mesos, i es va inaugurar el 6 de novembre d'aquest mateix any. El Convent d'aquesta ordre religiosa posseeix pati interior i sobri claustre.
Per la seva banda, la construcció de l'església, que tradicionalment s'ha anomenat “temple de Sant Josep”, es va iniciar l'1 de maig de 1898 i es va acabar el 17 d'abril de 1929; seguint les pautes del historicisme i del neogòtic, sent l'arquitecte del projecte, Godofredo Ros de Ursinos.

## Descripció
El temple és un edifici d'escassa decoració i elegants línies. Presenta planta rectangular amb creuer en el qual existeixen grans altars (la imatge de Sant Josep presideix l'altar major, al que es dedica el temple per expressa petició dels que van cedir el terreny per a la construcció del mateix) i poden observar-se sis capelles laterals.
Destaca l'ús de marbres i pedres artificials com a elements ornamentals. Pot observar-se l'existència d'un cor alt als peus de la planta i l'existència de tribunes a banda i banda de l'altar major.
Han de destacar-se les vidrieres, les talles i relleus (obra d'Octavio Vicent i de Carmelo Vicent); així com els superbs altars de fusta policromada.